# Метеоцунами
Метеоцунами (метеоролошки цунами) је хидролошка појава метеоролошког порекла која се јавља услед разлике у ваздушном притиску. Настаје најчешће у Средоземном мору крај обала Италије, Шпаније и Хрватске, као и у приобаљу Јапана и САД. У односу на цунами који настаје услед тектонских покрета, метеоцунами је малих димензија.

## Назив
Назив ове метеоролошке и хидролошке појаве представља спој две речи — метео (грч. metéōros) у значењу временски, онај који има везе са временским приликама и цунами (јап. tsunami) у значењу лучки талас. У Шпанији је ова појава позната под именом „рисага“ (шп. rissaga), у Италији се назива „маробијо“ (итал. marrobbio), а у Јапану „абики“ (јап. abiki). Малтежани метеоцунами називају „милхуба“ (малајс. milghuba). На Јадранском приморју у Хрватској појава је позната по народном називу — „шћига“.

## Постанак
Метеоцунами се често поистовећује са појавом која се назива сеш, а суштински она је један део метеоцунамија. За разумевање постанка ове појаве потребно је анализирати две компонете — сеш и тежински талас у атмосфери.
Сеш представаља колебање језерске, заливске и морске воде најчешће услед нагле промене у атмосферском притиску. Код појаве сеша ниво воде се наизменично диже и спушта на различитим странама басена. Тежински талас је брза и нагла осцилација атмосферског притиска на малом подручју, углавном узрокована кретањем фронтова или наглим узлазним струјањима ваздуха, обичну за време олуја и временских непогода.
Да би дошло до развоја метеоцунамија осим две поменуте компоненте, неопходно је да се промене одвијају у правцу обале и да ширина залива, дубина басена и топографија дна буду погодни за његов настанак.
Када дође до пораста притиска од на пример 5 милибара, то се манифестује падом нивоа мора за 5 cm. Ако је брзина колебања притиска једнака брзини кретања морских таласа, јавља се Праудманова резонанција. Праудманову прати Гринспенова резонанција која се односи на кретање поремећаја притиска и таласе који се крећу уз обалу. Континентални праг (шелф) својом топографијом утиче на увећање таласа будући да се они суочавају са смањењем дубине и самим тим се одбијају од дно басена.

## Забележени догађаји
Највећи икада забележен метеоцунами догодио се у Велој Луци на острву Корчула у Хрватској, 21. јуна 1978. године и његова висина је износила 5,9 m.
| Место                            | Држава           | Висина (у m) | Жртве |
| -------------------------------- | ---------------- | ------------ | ----- |
| Вела Лука (21. јун 1978)         | Хрватска         | 5.9          | 0     |
| Нагасаки залив (31. март 1979)   | Јапан            | 5            | 3     |
| Поханг лука                      | Јужна Кореја     | 0.8          |       |
| Кент и Сасекс (20. јул 1929)     | Велика Британија | 3.5-6        | 2     |
| Лонгкоу лука (1. септембар 1980) | Кина             | 3            |       |
| Сјудадела лука (15. јун 2006)    | Шпанија          | 4            |       |
| Тршћански залив                  | Италија          | 1.5          |       |
| Вест Сицилија                    | Италија          | 1.5          |       |
| Малта                            | Малта            | 1            |       |
| Чикаго (26. јун 1954)            | Сједињене Државе | 3            | 7     |
| Дејтона Бич (3-4. јул. 1992)     | Сједињене Државе | 3.5          | 0     |